# Jean-Claude Juncker
Jean-Claude Juncker (Redange, 9 de desembre de 1954) és un polític luxemburguès del Partit Popular Social Cristià i primer ministre de Luxemburg durant 18 anys, entre 1995 i 2013. El març del 2014, al Congrés del Partit Popular Europeu celebrat a Dublín, Juncker va ser triat com el candidat d'aquest partit per esdevenir president de la Comissió Europea després de les eleccions al Parlament Europeu de maig del 2014. Per primera vegada, aquest càrrec serà elegit en funció del resultat de l'elecció paneuropea. Després que a les eleccions la seva llista fou la més votada, fou nomenat al càrrec amb el vistiplau del Consell Europeu, ratificat pel Parlament, prengué possessió l'1 de novembre de 2014.

## Biografia
Va néixer el 9 de desembre de 1954 a la població de Redange, situada al districte de Diekirch. Va passar la seva infància i joventut al sud del país, on el seu pare treballava en una planta siderúrgica. Va realitzar els seus estudis secundaris a Bèlgica, rebent el seu batxillerat a Luxemburg. El 1979 es graduà en dret per la Universitat d'Estrasburg, tot i que mai ha exercit la seva autèntica professió.

## Inicis polítics
Membre actiu del Partit Popular Social Cristià des de 1974, es convertí en Secretari Parlamentari d'aquest partit l'any 1979. A partir d'allí guanyà cada vegada més reconeixement en el seu partit i al desembre de 1982 és designat Secretari d'Estat de Treball i Seguretat Social pel llavors Primer Ministre Pierre Werner.
El 1984 és elegit per primera vegada membre de la Chambre des députés (Cambra dels Diputats o Parlament). Membre del Govern del primer ministre Jacques Santer, aquest el designa Ministre de Treball i Ministre a càrrec dels Pressuposts. Durant la presidència luxemburguesa del Consell de la Comunitat Europea de 1985 presideix el Consell de Ministres d'Assumptes Socials i Pressuposts.
Després de les eleccions legislatives de juny de 1989 és designat  Ministre de Finances i Ministre de Treball. En la tradició política luxemburguesa, el càrrec de Ministre d'Economia és considerat com l'avantsala a l'ofici de Primer Ministre. Aquest any va sofrir un greu accident automobilístic, a conseqüències del qual roman en coma durant dues setmanes. Restablert de l'accident presideix el 1991 el Consell Econòmic i Financer europeu (Ecofin), i en la seva condició destaca com una de les figures principals en la creació del Tractat de Maastricht o Tractat de la Unió Europea. En el plànol nacional el 1992 inicià la preparació d'una profunda reforma impositiva, que és posada en pràctica el gener de 1993. Des de gener de 1990 fins al febrer de 1995 és també el líder del seu partit.

## Primer Ministre
Reescollit membre del parlament el juny de 1994, condueix novament els ministeris de Finances i de Treball. Quan Jacques Santer, en aquells moments Primer Ministre, és designat President de la Comissió Europea al gener de 1995, el Gran Duc Joan I de Luxemburg convoca Juncker com a Primer Ministre, que simultàniament s'ocuparà com a Ministre de Finances, Treball i Ocupació, i Pressuposts.
En el seu nou paper va procurar intensificar la presència internacional de Luxemburg, així el desembre de 1996 va tenir una actuació decisiva com a mediador entre el canceller alemany Helmut Kohl i el president francès Jacques Chirac en les negociacions que es van portar a terme a Dublín sobre el pacte d'estabilitat subjacent a la unió econòmica i monetària europea. Durant la segona meitat de 1997 va presidir el Consell d'Europa.
Al juny de 1999 el Partit Popular Social Cristià va guanyar novament les eleccions, i Juncker ocupà una vegada més la prefectura d'un govern compost de membres del seu propi partit i del Partit Democràtic que finalitzà amb 15 anys de govern de coalició entre el PPSC i el Partit Socialista dels Treballadors. A més del càrrec de primer ministre, conservà les carteres de finances i de comunicacions.
El 31 de juliol de 2004 és designat novament Primer Ministre, Ministre d'Estat i Ministre d'Economia del govern format com a resultat de les eleccions legislatives del 13 de juny de 2004, i integrat per una coalició entre els socialcristians de Juncker i el Partit Socialista dels Treballadors. Al setembre d'aquell mateix any, a Scheveningen, és escollit primer president de l'Eurogrup, organisme informal integrat pels ministres de finances de l'àrea de l'euro, amb un mandat iniciat l'1 de gener de 2005 i finalitzat el 31 de desembre del 2006. Durant el primer semestre de 2005 fou president de la presidència rotativa del Consell Europeu, en la qual fou succeït pel primer ministre britànic Tony Blair. Durant aquest període sofrí la victòria del NO al Tractat pel qual s'estableix una Constitució per a Europa a França i els Països Baixos a més del fracàs dels pressupostos europeus.
Després d'haver estat Governador del Banc Mundial entre 1989 i 1995, fou nomenat Governador del Fons Monetari Internacional i del Banc Europeu per a la Reconstrucció i el Desenvolupament (EBRD) el 1995. L'any 2002 va ser condecorat pel president francès amb la Legió d'Honor en el grau de Gran Oficial. L'any 2005 fou guardonat amb el Premi Internacional Carlemany.

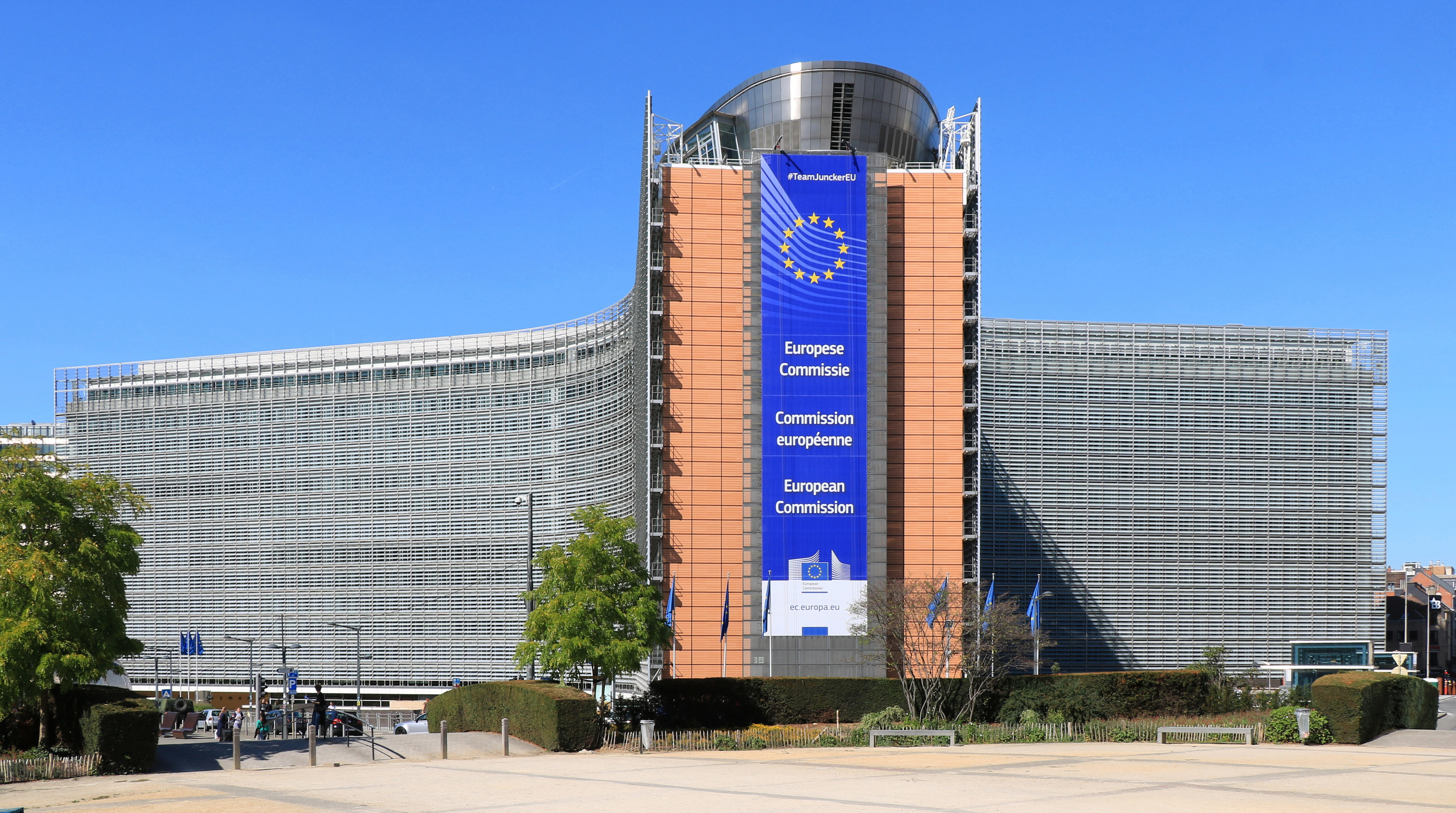
La Comissió Europea a Brussel·les